# Macodes obscura
Macodes obscura är en orkidéart som beskrevs av Rudolf Schlechter. Macodes obscura ingår i släktet Macodes och familjen orkidéer. Inga underarter finns listade i Catalogue of Life.